# Morizès
Morizès [mɔʁizɛs] est une commune du Sud-Ouest de la France, située dans le département de la Gironde (région Nouvelle-Aquitaine).
Ses habitants sont appelés les Morizéens.

## Géographie

### Localisation
Commune située sur la Vignague et bordée à l'est par le Dropt, la commune se trouve dans l'Entre-deux-Mers, à 61 km au sud-est de Bordeaux, chef-lieu du département, à 17 km au nord-est de Langon, chef-lieu d'arrondissement et à 7 km au nord-nord-ouest de La Réole, ancien chef-lieu de canton. Elle fait partie de l'unité urbaine de La Réole et de son aire d'attraction.

### Communes limitrophes
Les communes limitrophes en sont Camiran au nord-est, Les Esseintes à l'est, Gironde-sur-Dropt au sud, Casseuil au sud-ouest sur à peine plus d'un km, Sainte-Foy-la-Longue à l'ouest, Saint-Laurent-du-Plan au nord-ouest et Saint-Exupéry au nord.
| Saint-Laurent-du-Plan | Saint-Exupéry     | Camiran       |
| Sainte-Foy-la-Longue  | Morizès           | Les Esseintes |
| Casseuil              | Gironde-sur-Dropt |               |

### Climat
Pour des articles plus généraux, voir Climat de la Nouvelle-Aquitaine et Climat de la Gironde.
Historiquement, la commune est exposée à un climat océanique aquitain.  
En 2020, Météo-France publie une typologie des climats de la France métropolitaine dans laquelle la commune est exposée à un climat océanique et est dans la région climatique  Aquitaine, Gascogne, caractérisée par une pluviométrie abondante au printemps, modérée en automne, un faible ensoleillement au printemps, un été chaud (19,5 °C), des vents faibles, des brouillards fréquents en automne et en hiver et des orages fréquents en été (15 à 20 jours).
Pour la période 1971-2000, la température annuelle moyenne est de 13,2 °C, avec une amplitude thermique annuelle de 15,5 °C. Le cumul annuel moyen de précipitations est de 829 mm, avec 11,1 jours de précipitations en janvier et 6,5 jours en juillet. Pour la période 1991-2020, la température moyenne annuelle observée sur la station météorologique la plus proche, située sur la commune de Saint-Sulpice-de-Pommiers à 6,76 km à vol d'oiseau, est de 13,8 °C et le cumul annuel moyen de précipitations est de 764,8 mm,. Pour l'avenir, les paramètres climatiques de la commune estimés pour 2050 selon différents scénarios d’émission de gaz à effet de serre sont consultables sur un site dédié publié par Météo-France en novembre 2022.

## Urbanisme

### Typologie
Au 1er janvier 2024, Morizès est catégorisée commune rurale à habitat dispersé, selon la nouvelle grille communale de densité à sept niveaux définie par l'Insee en 2022.
Elle appartient à l'unité urbaine de La Réole, une agglomération intra-départementale regroupant cinq  communes, dont elle est une commune de la banlieue,,. Par ailleurs la commune fait partie de l'aire d'attraction de La Réole, dont elle est une commune de la couronne,. Cette aire, qui regroupe 20 communes, est catégorisée dans les aires de moins de 50 000 habitants,.

### Occupation des sols

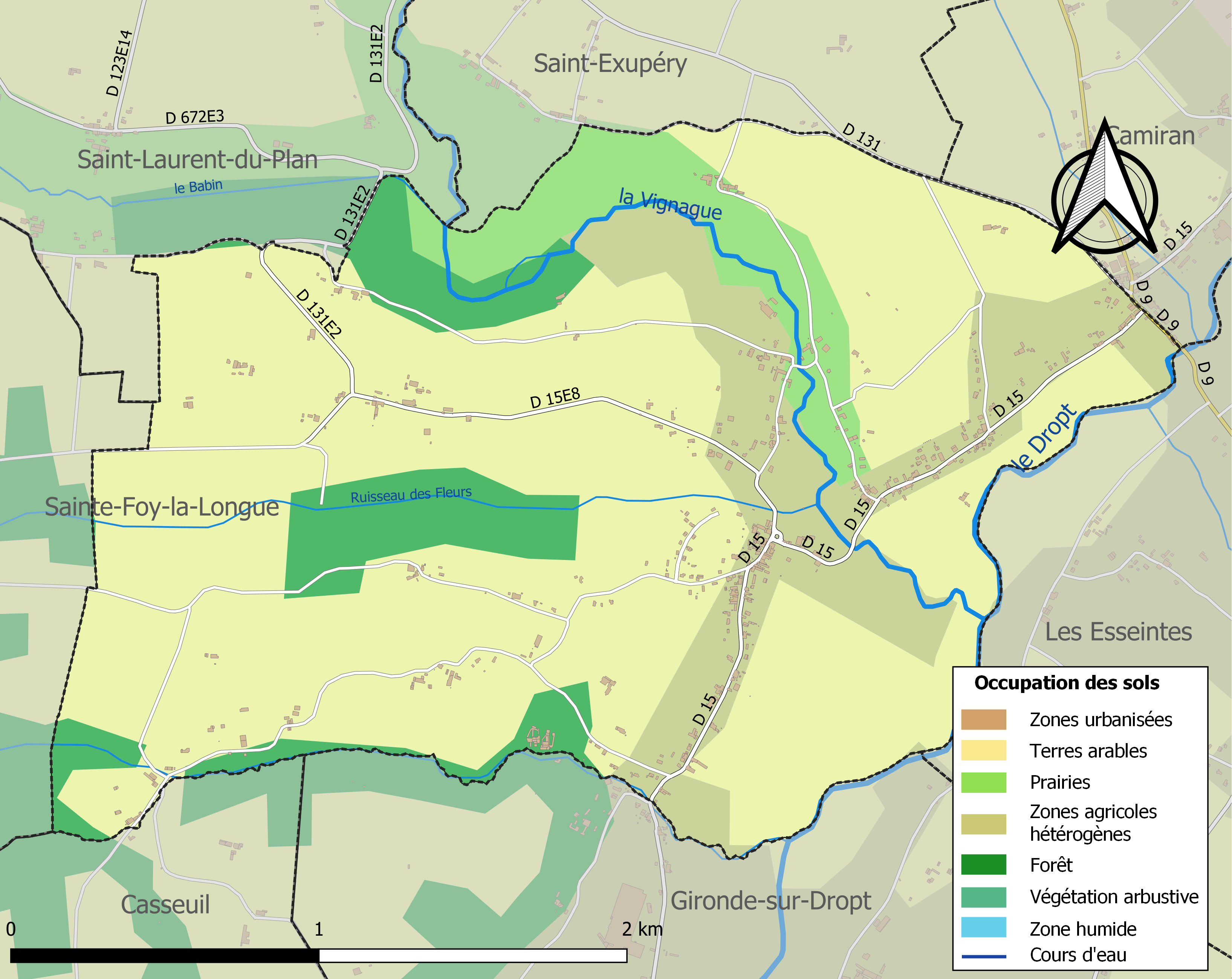
Carte des infrastructures et de l'occupation des sols de la commune en 2018 (CLC).

L'occupation des sols de la commune, telle qu'elle ressort de la base de données européenne d’occupation biophysique des sols Corine Land Cover (CLC), est marquée par l'importance des territoires agricoles (90,2 % en 2018), une proportion identique à celle de 1990 (90,2 %). La répartition détaillée en 2018 est la suivante : 
cultures permanentes (55,6 %), zones agricoles hétérogènes (16 %), terres arables (11,4 %), forêts (9,8 %), prairies (7,2 %). L'évolution de l’occupation des sols de la commune et de ses infrastructures peut être observée sur les différentes représentations cartographiques du territoire : la carte de Cassini (XVIIIe siècle), la carte d'état-major (1820-1866) et les cartes ou photos aériennes de l'IGN pour la période actuelle (1950 à aujourd'hui).

### Voies de communication et transports
La commune est essentiellement traversée, dans le bourg, par la route départementale D15 qui relie Gironde-sur-Dropt au sud à Camiran au nord-est et au-delà à Pellegrue.
L'accès le plus proche à l'autoroute A62 (Bordeaux-Toulouse) est celui de  4 La Réole distant de 16 km par la route vers le sud.

L'accès  1 Bazas à l'autoroute A65 (Langon-Pau) se situe à 27 km vers le sud-sud-ouest.

L'accès le plus proche à l'autoroute A89 (Bordeaux-Lyon) est celui de l'échangeur autoroutier  avec la route nationale 89 qui se situe à 42 km vers le nord-ouest.
La gare SNCF la plus proche est celle, distante de 3,5 km par la route vers le sud, de Gironde-sur-Dropt sur la ligne Bordeaux-Sète du TER Nouvelle-Aquitaine ; celle de La Réole, distante de 8 km par la route vers le sud-est, présente un trafic plus important.

### Risques majeurs
Le territoire de la commune de Morizès est vulnérable à différents aléas naturels : météorologiques (tempête, orage, neige, grand froid, canicule ou sécheresse), inondations et séisme (sismicité très faible). Un site publié par le BRGM permet d'évaluer simplement et rapidement les risques d'un bien localisé soit par son adresse soit par le numéro de sa parcelle.
Certaines parties du territoire communal sont susceptibles d’être affectées par le risque d’inondation par débordement de cours d'eau, notamment le Dropt et la Vignague. La commune a été reconnue en état de catastrophe naturelle au titre des dommages causés par les inondations et coulées de boue survenues en 1982, 1988, 1999, 2009, 2018 et 2021,.

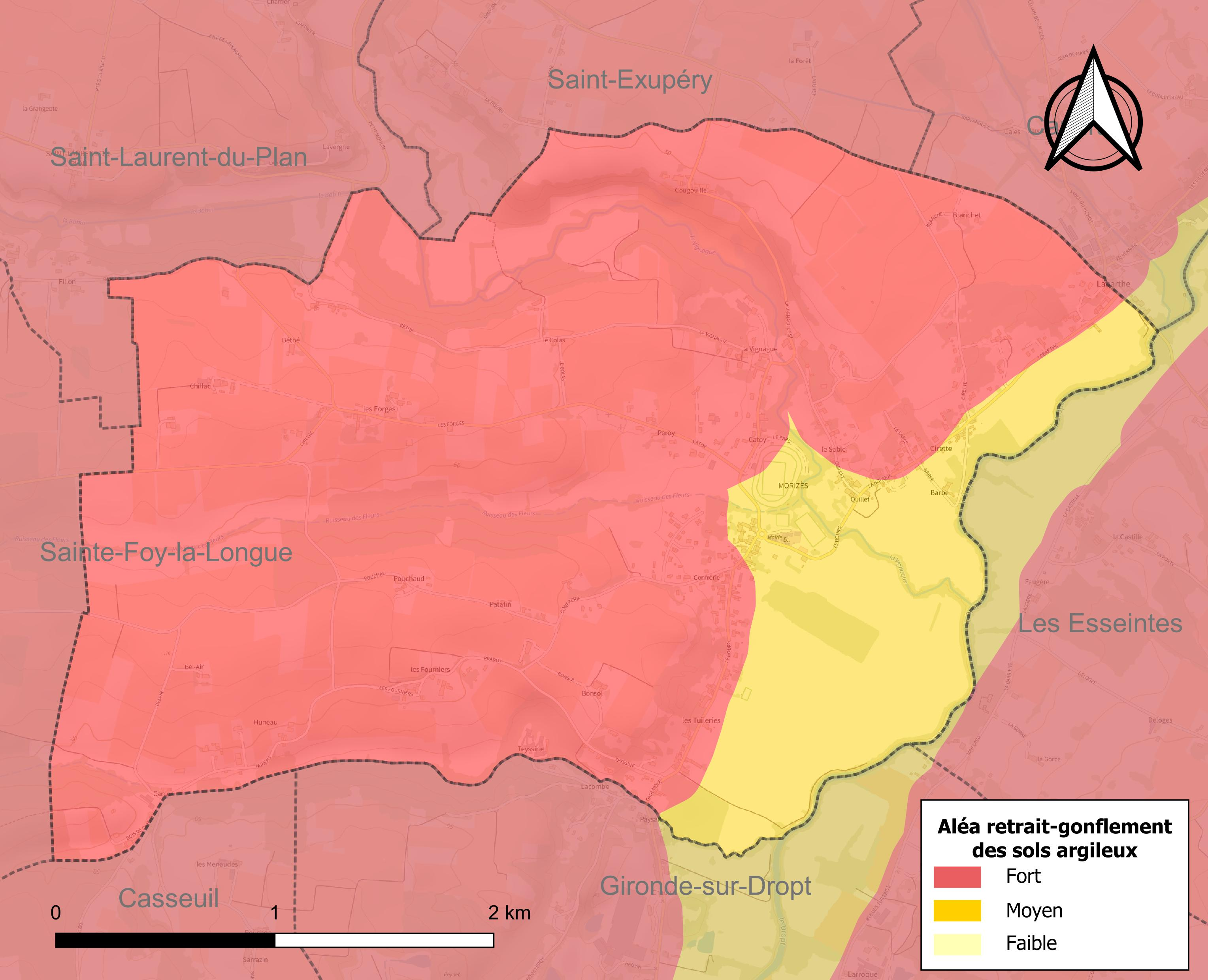
Carte des zones d'aléa retrait-gonflement des sols argileux de Morizès.

Le retrait-gonflement des sols argileux est susceptible d'engendrer des dommages importants aux bâtiments en cas d’alternance de périodes de sécheresse et de pluie. La totalité de la commune est en aléa moyen ou fort (67,4 % au niveau départemental et 48,5 % au niveau national). Sur les 249 bâtiments dénombrés sur la commune en 2019, 249 sont en aléa moyen ou fort, soit 100 %, à comparer aux 84 % au niveau départemental et 54 % au niveau national. Une cartographie de l'exposition du territoire national au retrait gonflement des sols argileux est disponible sur le site du BRGM,.
Par ailleurs, afin de mieux appréhender le risque d’affaissement de terrain, l'inventaire national des cavités souterraines permet de localiser celles situées sur la commune.
Concernant les mouvements de terrains, la commune a été reconnue en état de catastrophe naturelle au titre des dommages causés par la sécheresse en 2005 et par des mouvements de terrain en 1999.

## Toponymie
Selon certains, le nom de la commune viendrait du mot marais. Une autre version donne pour origine le mot maoridaire désignant une antique villa romaine détruite par le feu à la suite d'une épidémie.
Le nom de la commune est Maurisèth en gascon, ou plutôt Maurisèths, selon la prononciation.
Bénédicte Boyrie-Fénié cite plusieurs formes anciennes : Mauriazelo (ecclesia Sancti Vincentii de ~), en latin, en 1026-1030, Mauriczelo (de ~), en latin, en 1080, Mauriezed (presbyter de ~), en occitan, en 1115, Maurihazels (parrochia de ~), en occitan, en 1273, Morricia (La ~) ?, en 1307-1317.
Les formes de 1115 et de 1273 montrent une hésitation entre la conservation de a prétonique et sa perte. Celle de 1273 contient déjà un s final  présent dans beaucoup de noms bordelais et bazadais.
Dauzat et Rostaing donnent comme étymologie le nom d'homme latin Mauritius, avec le suffixe -ellum. Ernest Nègre opte pour Mauricellus et suppose une attraction des finales en -ès.
Mais ni Mauritius, ni Mauricellus n'expliquent a prétonique attesté du XIe siècle au XIIIe siècle. Voilà pourquoi P.-H. Billy, cité par Bénédicte Boyrie-Fénié, propose un diminutif de Maurias, lieu situé dans la commune de Montagoudin, à 7,5 km, associé au suffixe -ellum, qui donne -eth en gascon,.
La question de -s final pourrait être liée à d'autres cas, comme les noms en -ac devenus -ats (graphie classique occitane -acs). -s serait la marque d'un collectif : los maurisèths seraient, à une certaine époque, les habitants de *Maurisèth; ensuite, se serait faite une confusion entre le nom des habitants et celui du lieu. La perte de la diphtongue -au-  de la première syllabe dans la graphie française Morizès est peut-être due à la prononciation gavache (la Petite Gavacherie était plus grande aux siècles précédents qu'à l'époque récente). Et l'attestation énigmatique de 1307-1317, qui semble annoncer la forme française, si ce n'est pas une erreur, est l'occasion de signaler que Gironde-sur-Dropt, commune limitrophe de Morizès, avait déjà un nom saintongeais en 1087. Mais les deux faits sont peut-être sans rapport.

## Histoire
À la Révolution, la paroisse Saint-Maurice de Morizès forme la commune de Morizès.

## Politique et administration
| Période                                  | Période       | Identité                 | Étiquette | Qualité                                                                                   |
| ---------------------------------------- | ------------- | ------------------------ | --------- | ----------------------------------------------------------------------------------------- |
| juillet 1932                             | décembre 1962 | Jean Sourbet †           | CNI       | Conseiller général (1945-1962), député (1946-1962), ministre de l'Agriculture (1955-1956) |
|                                          |               | …                        |           |                                                                                           |
| juin 1995                                | mars 2008     | Liliane Bienvenu-Sourbet | CPNT      |                                                                                           |
| mars 2008                                | mars 2014     | Jeannine Cuvillier       |           |                                                                                           |
| mars 2014                                | En cours      | Michèle Brissaud-Chovin  |           | Retraitée                                                                                 |
| Les données manquantes sont à compléter. |               |                          |           |                                                                                           |

### Intercommunalité
La communauté de communes du Réolais ayant été supprimée le 1er janvier 2014 au profit de la communauté de communes du Réolais en Sud Gironde siégeant à La Réole, la commune s'y retrouve adhérente.

En matière de développement socio-économique, la commune est adhérente, à l'instar des anciennes communes de la Cdc du Réolais, du syndicat mixte du Pays du Haut Entre-deux-Mers (Pays HE2M).

## Démographie
L'évolution du nombre d'habitants est connue à travers les recensements de la population effectués dans la commune depuis 1793. Pour les communes de moins de 10 000 habitants, une enquête de recensement portant sur toute la population est réalisée tous les cinq ans, les populations de référence des années intermédiaires étant quant à elles estimées par interpolation ou extrapolation. Pour la commune, le premier recensement exhaustif entrant dans le cadre du nouveau dispositif a été réalisé en 2006.

En 2022, la commune comptait 531 habitants, en évolution de −2,57 % par rapport à 2016 (Gironde : +6,91 %, France hors Mayotte : +2,11 %).
| 1793 | 1800 | 1806 | 1821 | 1831 | 1836 | 1841 | 1846 | 1851 |
| ---- | ---- | ---- | ---- | ---- | ---- | ---- | ---- | ---- |
| 584  | 550  | 628  | 611  | 572  | 636  | 640  | 711  | 620  |

| 1856 | 1861 | 1866 | 1872 | 1876 | 1881 | 1886 | 1891 | 1896 |
| ---- | ---- | ---- | ---- | ---- | ---- | ---- | ---- | ---- |
| 670  | 695  | 681  | 708  | 663  | 653  | 648  | 627  | 700  |

| 1901 | 1906 | 1911 | 1921 | 1926 | 1931 | 1936 | 1946 | 1954 |
| ---- | ---- | ---- | ---- | ---- | ---- | ---- | ---- | ---- |
| 663  | 690  | 715  | 576  | 580  | 588  | 615  | 558  | 553  |

| 1962 | 1968 | 1975 | 1982 | 1990 | 1999 | 2006 | 2011 | 2016 |
| ---- | ---- | ---- | ---- | ---- | ---- | ---- | ---- | ---- |
| 534  | 542  | 514  | 508  | 505  | 507  | 549  | 526  | 545  |

| 2021 | 2022 | - | - | - | - | - | - | - |
| ---- | ---- | - | - | - | - | - | - | - |
| 537  | 531  | - | - | - | - | - | - | - |

## Culture locale et patrimoine

### Lieux et monuments
- L'église Saint-Maurice a été construite au XIXe siècle en style néogothique en lieu et place d'une ancienne église.
- La commune abrite également le patrimoine ancien remarquable suivant : un lavoir, un pigeonnier (au lieu-dit Les Fourniers), une tuilerie ancienne (tuilerie Périer au lieu-dit les Tuileries), un quai à vendanges (au lieu-dit la Vignagne Est)[21]

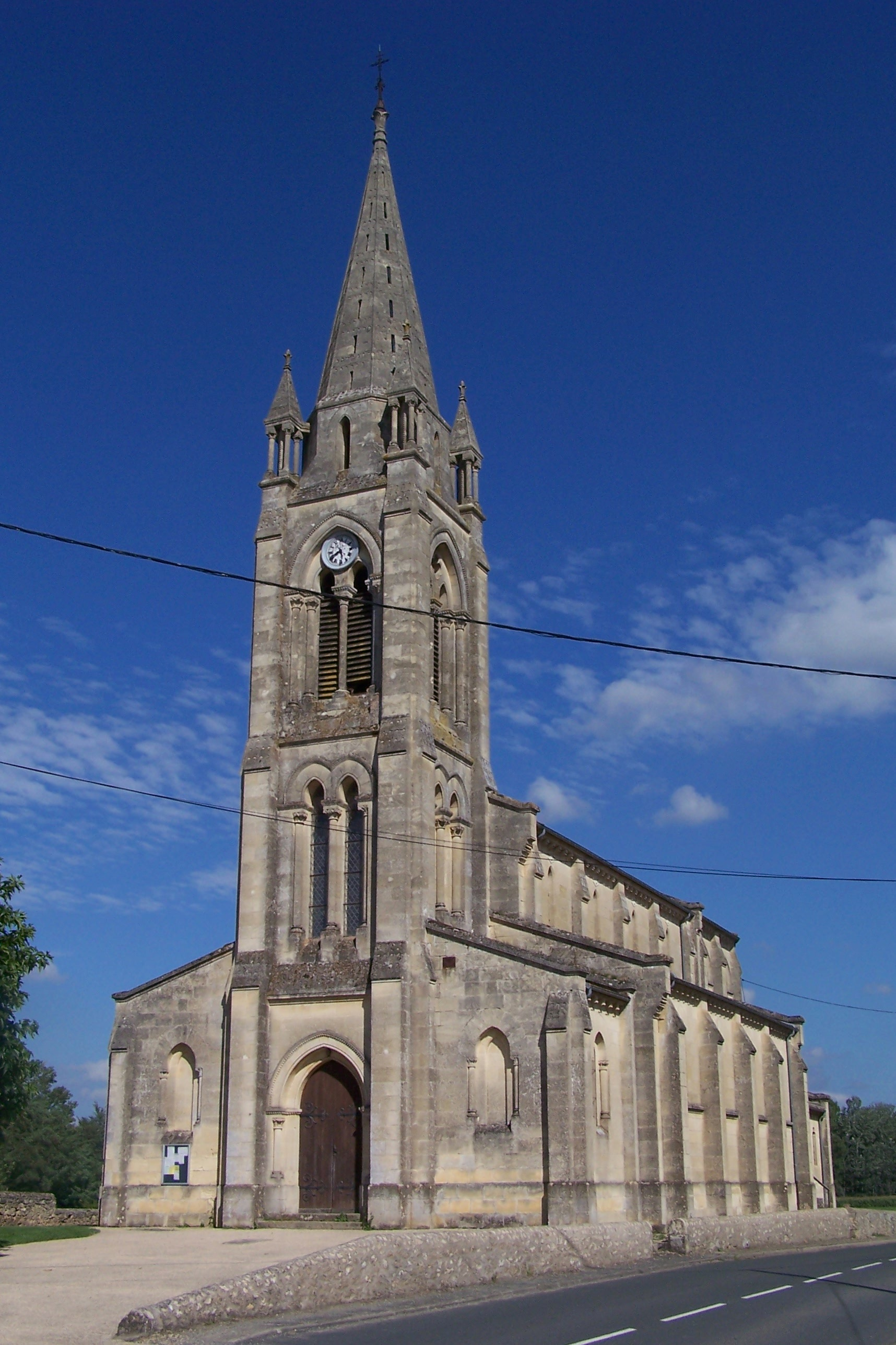
L'église Saint-Maurice (août 2011)
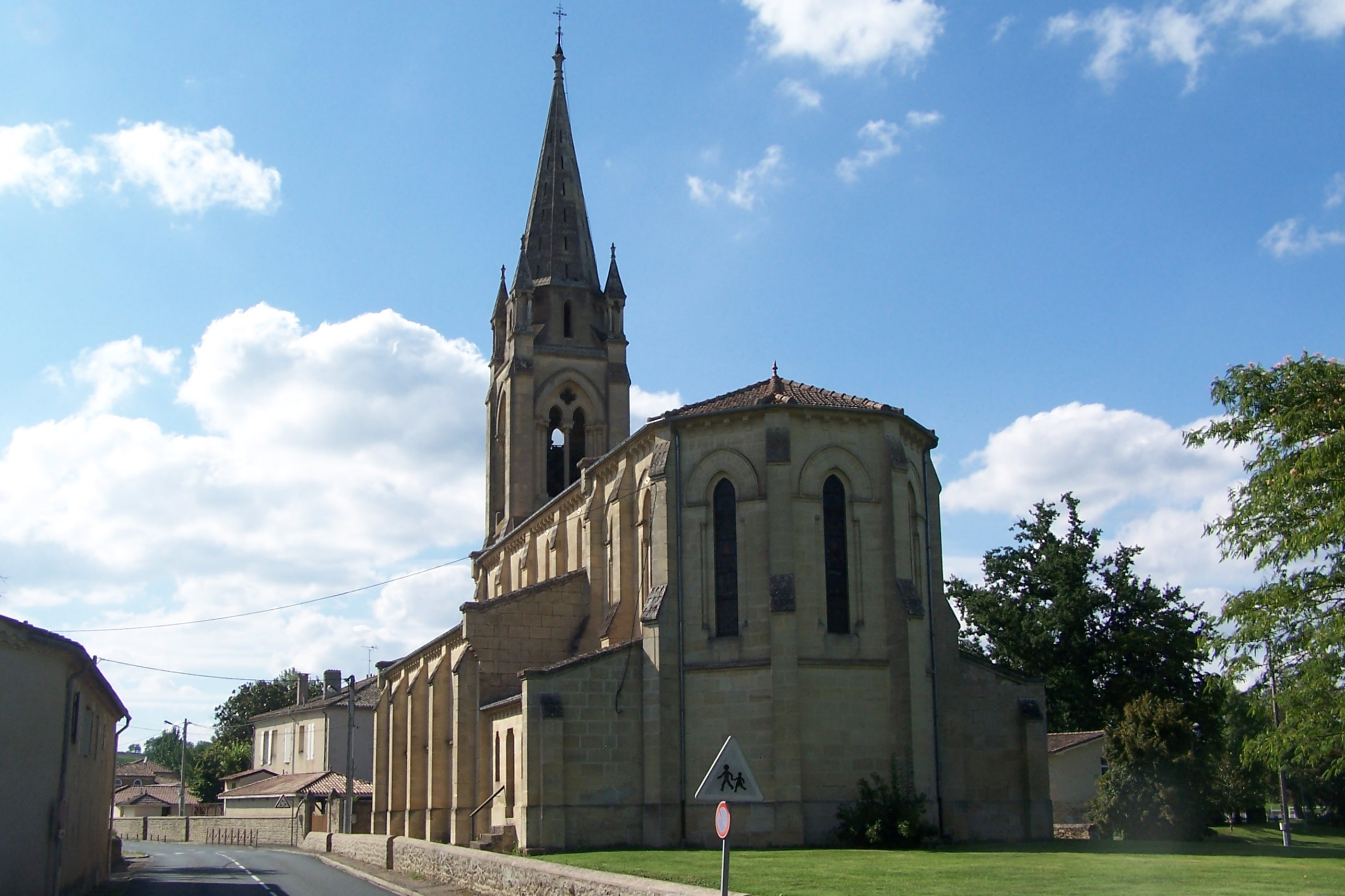
Chevet de l'église (août 2011)
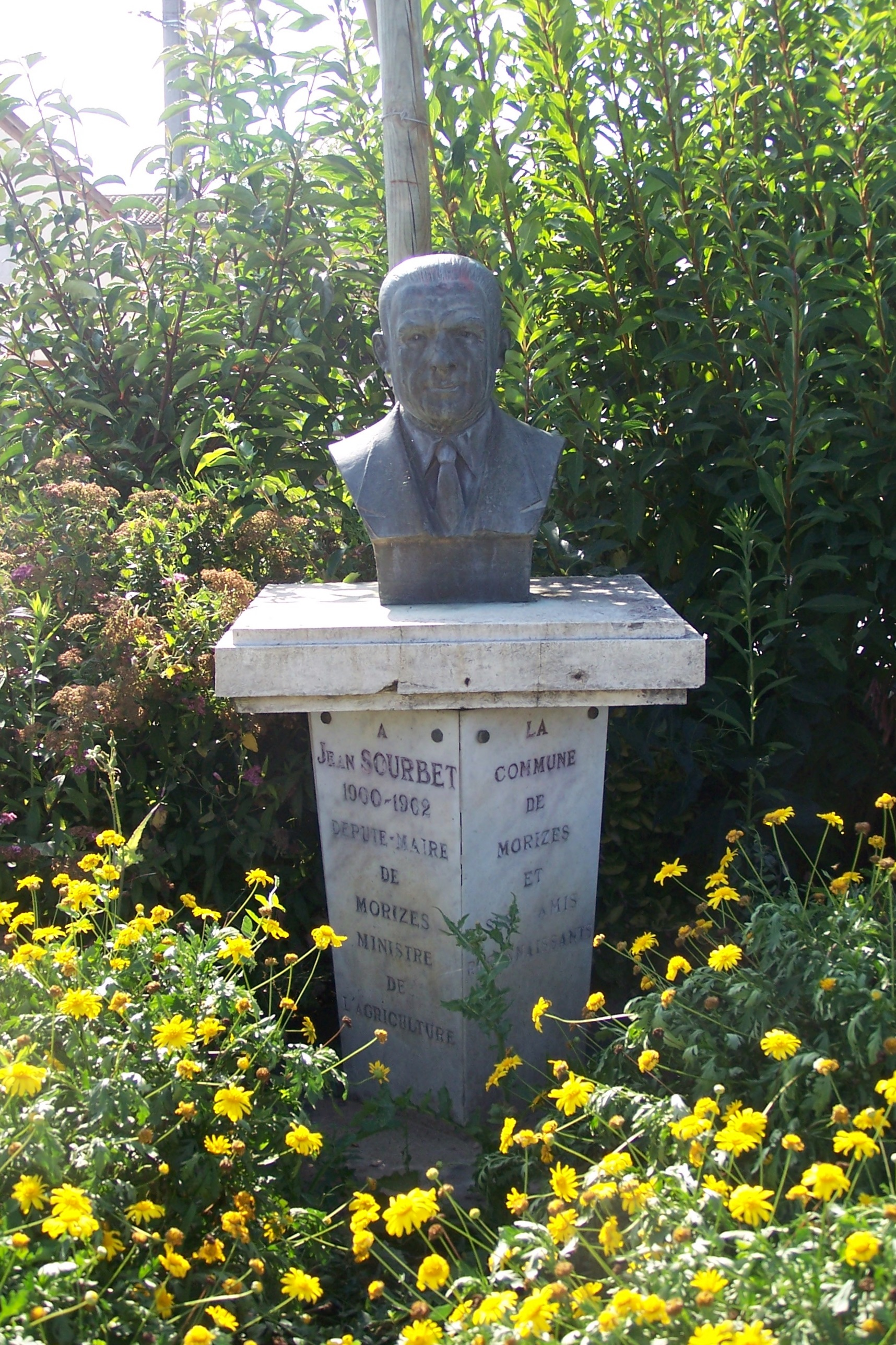
Buste de Jean Sourbet sur la place Principale (août 2011)
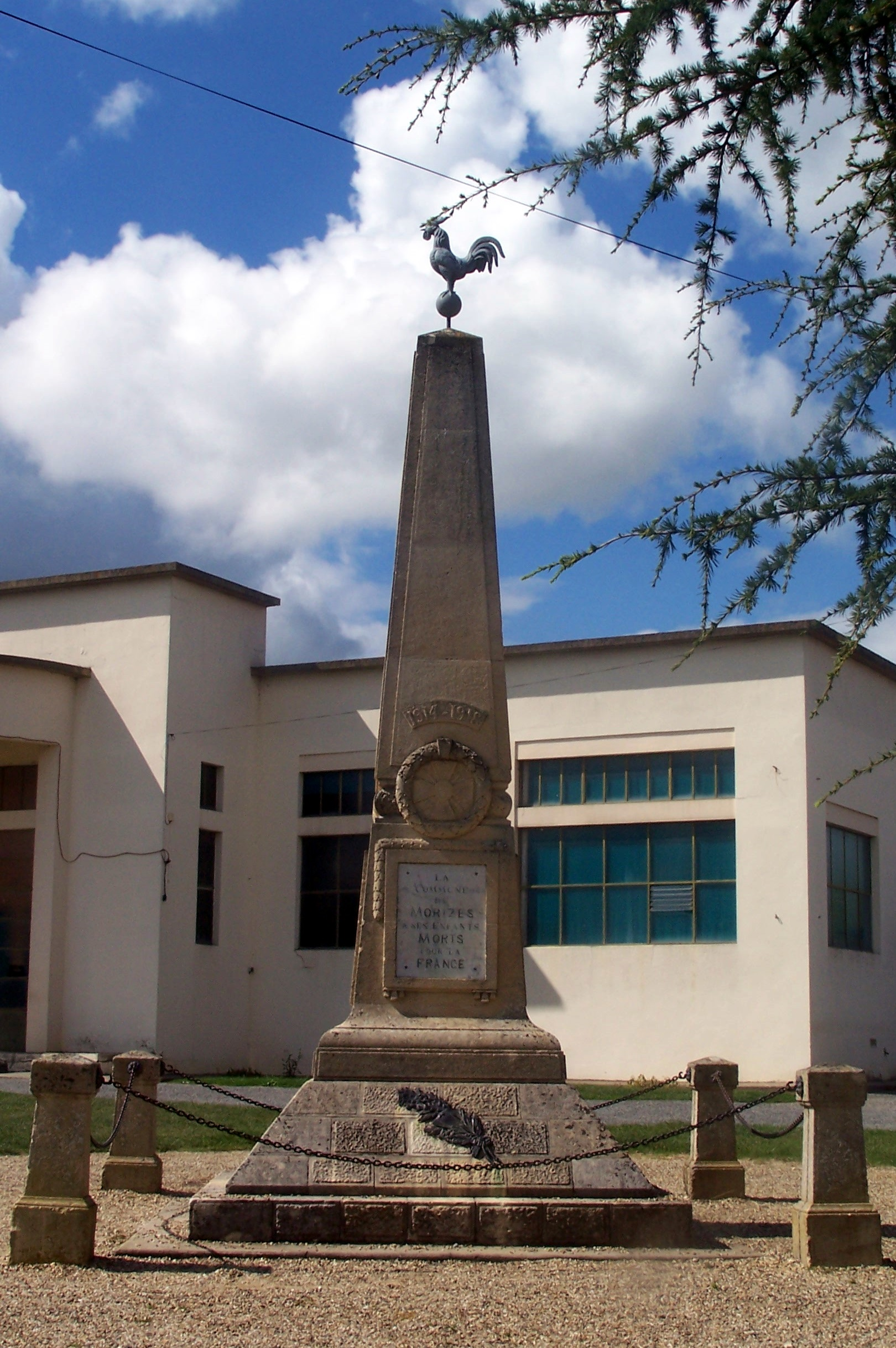
Le monument aux morts près du foyer municipal (août 2011)

### Galerie

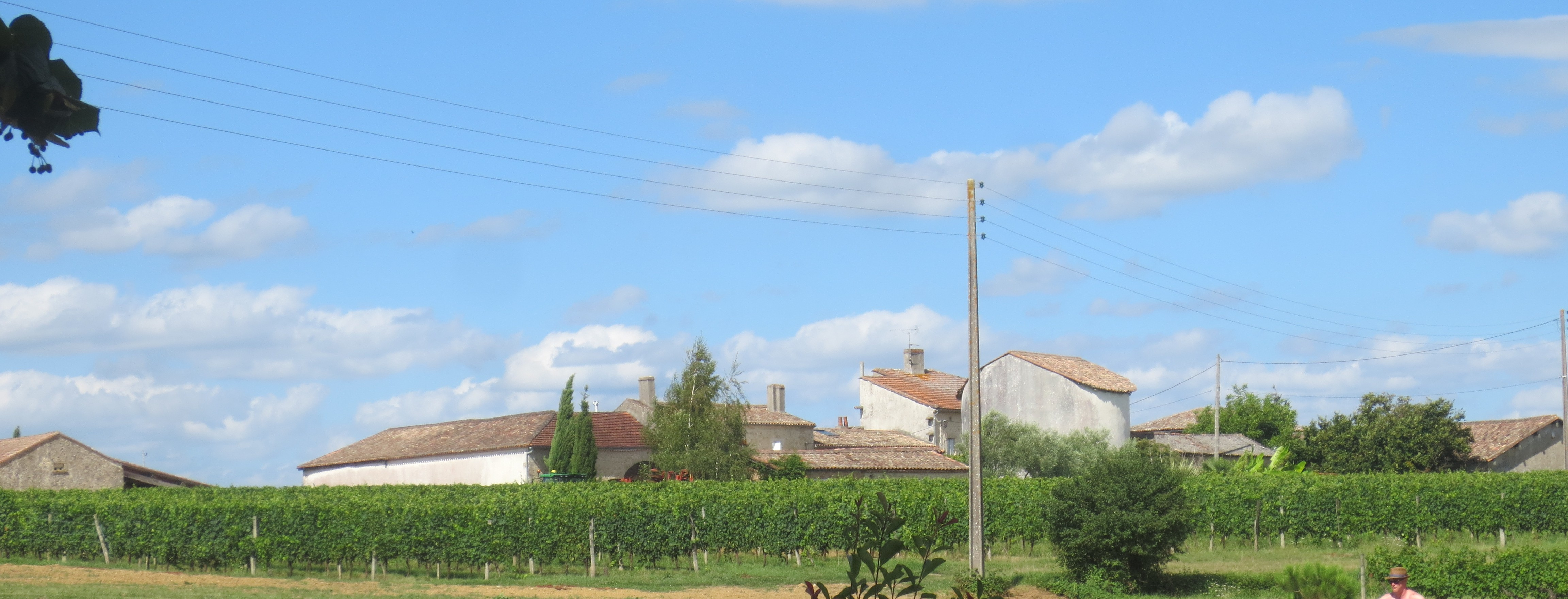
Une exploitation agricole.
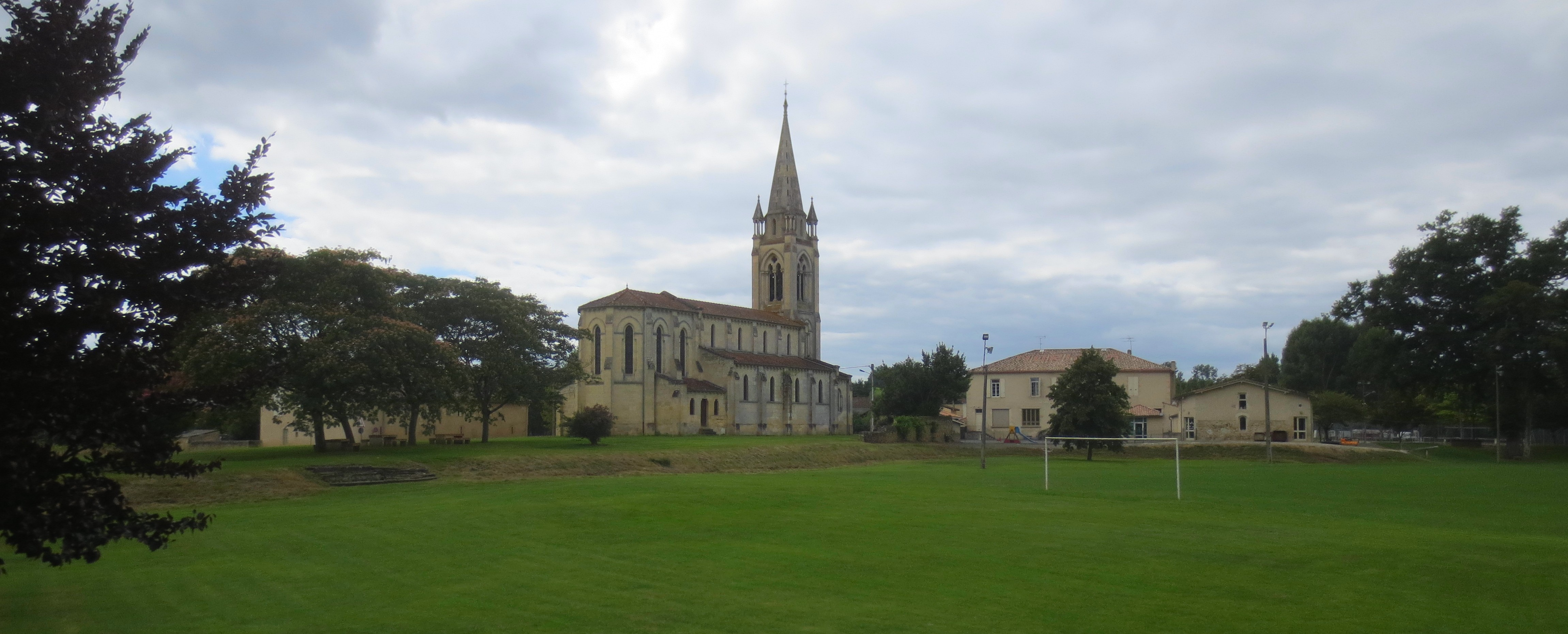
L'église.
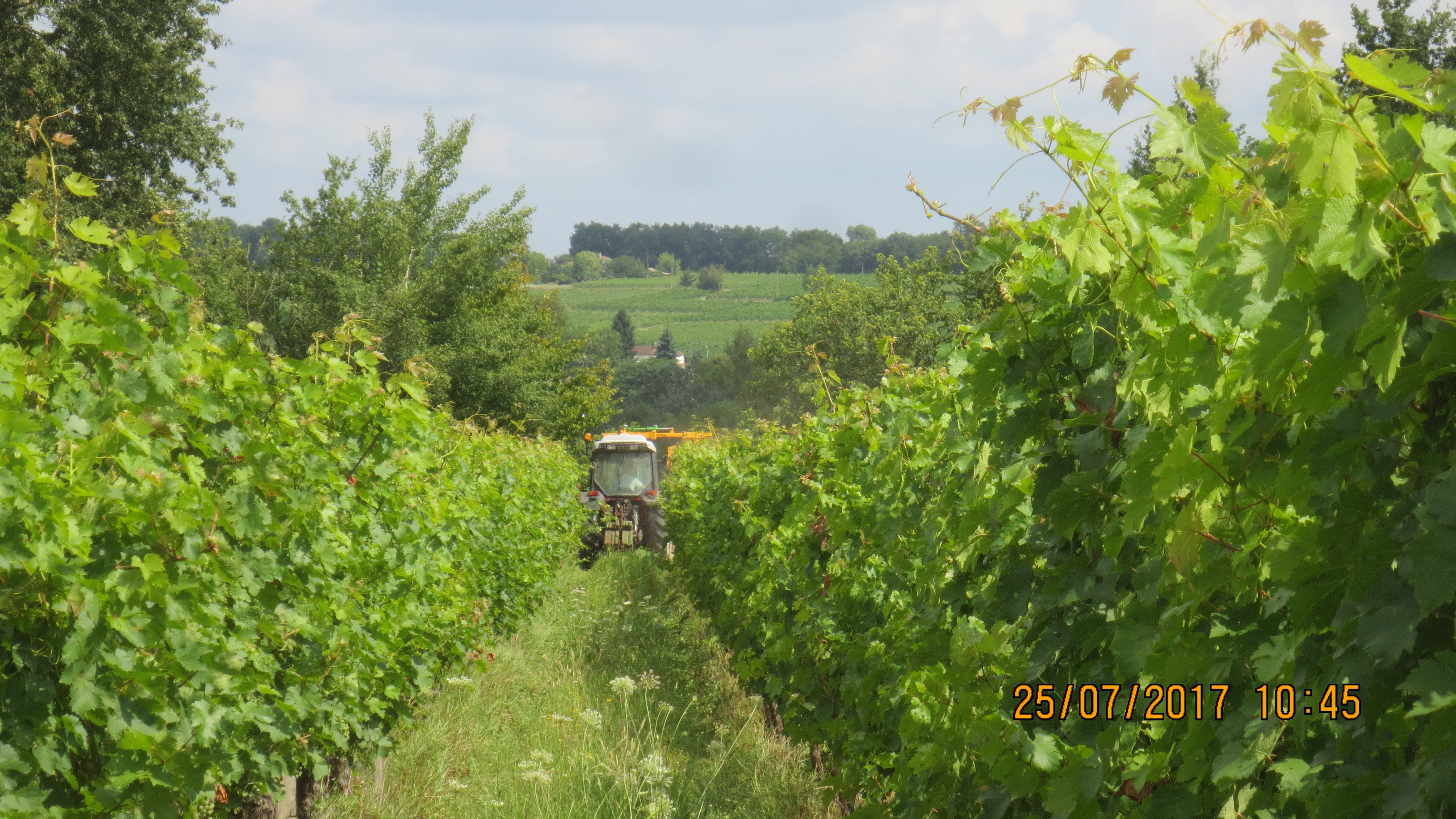
Les vignes.
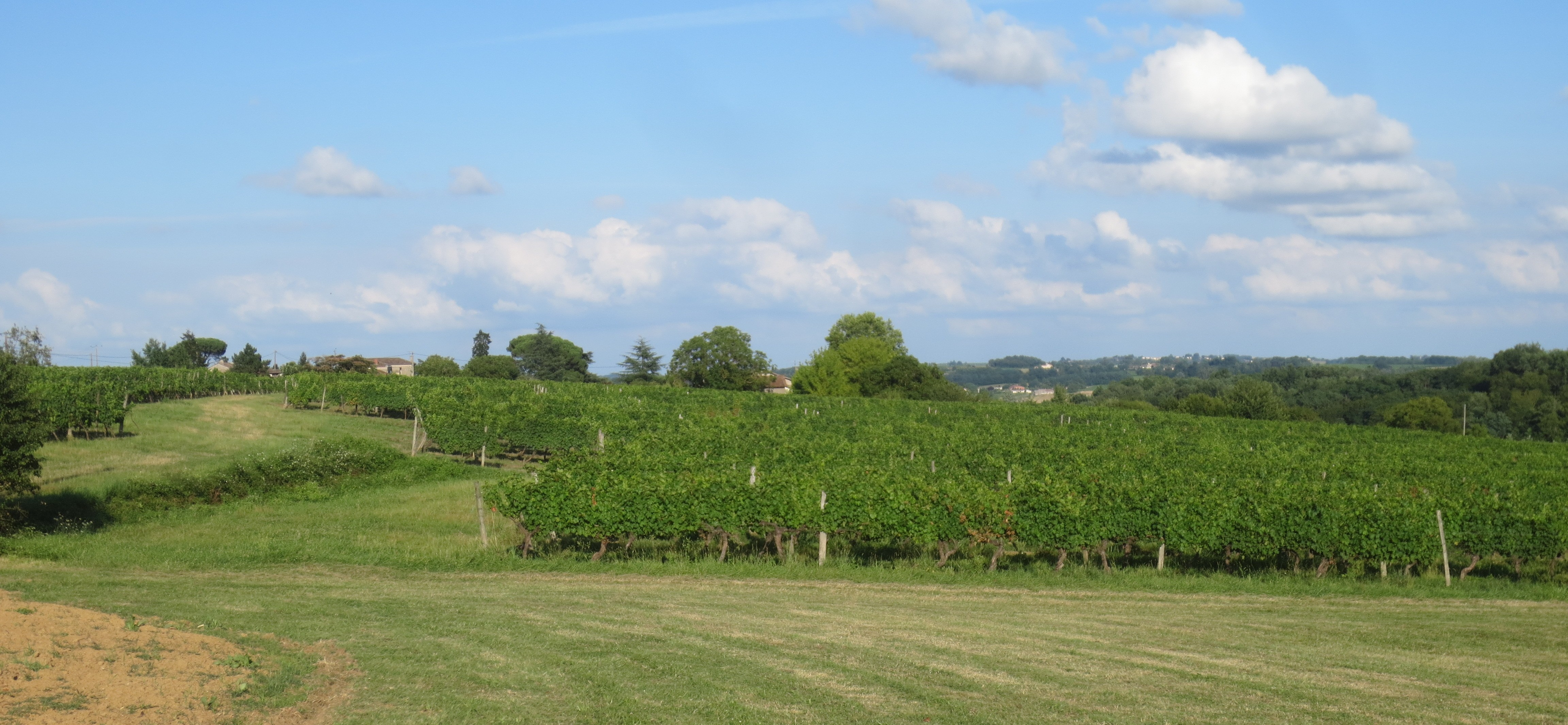
Vue panoramique.

### Personnalités liées à la commune
- Jean Sourbet (1900-1962), homme politique, ministre de l'Agriculture en 1955-56, est né et décédé dans la commune.